# Make Up Your Mind
Make Up Your Mind ist ein Song von Randy Newman aus dem Jahr 1994.

## Hintergrund
Randy Newman schrieb den kompletten Soundtrack für den Film Schlagzeilen (1994) von Ron Howard. Make Up Your Mind ist das einzige Lied mit Gesang. Produziert wurde er von Newman mit Don Was.
Musikalisch handelt es sich um einen jazzig-bluesigen Popsong mit einer starken Hammondorgel und Hintergrundgesang von Alex Brown (ex-The Supremes). Der Gesang von Newman ist wie meistens eher schräg und der Text gewohnt sardonisch.

## Auszeichnungen
Der Song wurde bei der Oscarverleihung 1995 als Bester Song nominiert. Für Newman war es seine dritte Oscar-Nominierung in dieser Kategorie und seine sechste insgesamt. Der Oscar ging jedoch an Can You Feel the Love Tonight von Elton John und Tim Rice für Der König der Löwen. Für den Film selbst war es die einzige Oscarnominierung. Newman gab später zu, dass er wusste, gegen diese Konkurrenz keine Chance gehabt zu haben.

## Besetzung
- Gesang, Klavier, Produzent: Randy Newman
- Bass, Produzent: Don Was
- Schlagzeug: Jim Keltner
- Gitarre: Mark Goldenberg
- Hammond B-3: Benmont Tench
- Hintergrundgesang: Alex Brown